# Таємне вторгнення (телесеріал)
«Тає́мне вто́ргнення» (англ. Secret Invasion) — американський вебсеріал, створений Кайлом Бредстрітом для сервісу потокового мовлення Disney+, заснований переважно на коміксах «Таємне вторгнення» від Marvel Comics. Це перший телевізійний серіал п'ятої фази Кіновсесвіту Marvel (КВМ), який ділиться своїм континуумом на фільми та серіали.
Серіал оповідає про спроби Ніка Ф'юрі та його друзів і союзників завадити «таємному вторгненню» іншопланетян скруллів, здатних маскуватися під людей. Багато років тому Ф'юрі допоміг скруллам оселитися на Землі, але група їхніх екстремістів тепер планує захопити владу над планетою, щоб більше не жити, переховуючись.
Семюель Л. Джексон і Бен Мендельсон повернулися до ролей Ніка Ф'юрі та Талоса відповідно. Робота над розробкою серіалу розпочалася у вересні 2020 року, коли Бредстріт був найнятий головним сценаристом, а Джексон був закріплений за головною роллю. Офіційна назва серіалу та приєднання Менделсона до проєкту були підтверджені в грудні 2020 року на віртуальному заході Дня інвестора Disney.

## Актори
- Семюел Л. Джексон — Ніколас Джозеф Ф'юрі: колишній керівник організації Щ. И. Т..

- Бен Мендельсон — Талос: лідер скруллів. Як і всі скрулли, здатний імітувати вигляд, голос та нещодавні спогади людей.

- Кобі Смолдерс — Марія Гілл
- Мартін Фріман — Еверетт Росс
- Дон Чідл — Джеймс Роудс / Бойова машина
- Дермот Малруні — Президент США Рітсон
- Кінгслі Бен-Адір[1] — Ґравік: лідер скруллів-екстремістів
- Емілія Кларк[2] — Ґія
- Олівія Колман[3] — Соня Фолсворт
- Крістофер Мак-Дональд[4] — Кріс Стернс

## Сюжет
| № серії | Назва серії                  | Режисер(и) | Сценарист(и)                  | Оригінальна дата виходу |
| --- | ---------------------------- | ---------- | ----------------------------- | ----------------------- |
| 1 | «Відродження / Resurrection» | Алі Селім  | Кайл Бредстріт і Браян Такер  | 21 червня 2023          |
| У Москві агент ЦРУ Прескод збирає свідчення того, що іншопланетяни скрулли, здатні маскуватися під людей, готують великий теракт. Замаскований під агента Еверетта Росса скрулл Талос відвідує його і довідується, що частина скруллів розчаровані потребою переховуватися на Землі, тому бажають захопити владу. Прескод розпізнає самозванця та намагається вбити, Марія Гілл прибуває, щоб допомогти Россу, але виявляє, що він скрулл. Вона телефонує Ніку Ф'юрі, який роками працював у космосі над оборонною мережею. Повернувшись на Землю, Ф'юрі дізнається, що Талоса було вигнано з Ради Скруллів і замінено колишнім союзником Ґравіком, лідером повстанців. Ф'юрі викрадають агенти MI6, які працюють на його стару знайому Соню Фолсворт, яка відмовляється працювати з Ф'юрі, щоб зупинити Ґравіка. Використовуючи жучка, щоб підслухати її, Ф’юрі та Талос знаходять скрулла, який добув "брудні бомби" для повстанців, у тому числі для доньки Талоса Ґія. Після того, як Талос розкриває, що її мати Сорен була вбита повстанцями, Ґія розкриває план повстанців вчинити теракт у Москві. Ф'юрі, Гілл і Талосу не вдається перехопити бомби до того, Ґравік підриває їх, покладаючи вину на американських екстремістів. Таким чином він хоче розпалити війну між Росією та США. У тисняві Ґравік набуває вигляду Ніка Ф'юрі та вбиває Гілл. |                              |            |                               |                         |
| 2 | «Обіцянки / Promises»        | Алі Селім  | Браян Енглштейн і Браян Таке  | 28 червня 2023          |
| У 1997 році Нік Ф'юрі збирає кількох скруллів-біженців, у тому числі молодого сироту Ґравіка, щоб знайти їм нову планету. У сьогоденні Талос відкриває Ф'юрі, що на Землі живе мільйон скруллів. Більшість — у Росії, переховуючись на покинутих атомних електростанціях, де вони можуть жити, а люди ні. Ґравік зустрічається з Радою Скруллів і отримує підтримку більшості. Серед його прихильників — фальшивий ведучий новин FXN Кріс Стернз і прем'єр-міністр Великої Британії Памела Лотон. Незгодна учасниця ради Ширлі Сагар зв'язується з Талосом, щоб домовитися про зустріч між ним і Ґравіком. У Лондоні Ф'юрі зустрічається з полковником Джеймсом Роудсом, аби пояснити ситуацію, але Роудс звільняє Ф'юрі та звинувачує його у вибуху та смерті Гілл. Фолсворт допитує ув'язненого повстанця Брогана, який розповідає, що Ґравік будує машину, здатну дати скруллам перевагу, за допомогою пари вчених, Далтонів. Ґія дізнається, що повстанці експериментують з ДНК, і супроводжує Ґравіка, щоб убити Брогана. Ф'юрі повертається додому, і його зустрічає його дружина, скруллка на ім'я Варра, що прийняла людське ім'я Прісцилла Ф'юрі. |                              |            |                               |                         |
| 3 | «Зраджені / Betrayed»        | Алі Селім  | Роксана Паредем і Браян Такер | 5 липня 2023            |
| Ґравік розповідає Раді Скруллів, що він має намір створити суперскруллів із особливими здібностями. Він також пояснює, що надіслав повстанців проникнути в Королівський флот, аби запустити ракети по літаку ООН. Ґравік зустрічається з Талосом, щоб домовитися про платню, але переговори зриваються, коли Ґавік погрожує вбити Ґію. Ґія ж таємно надсилає Талосу інформацію про атаку Королівського флоту. Ф'юрі, розгніваний тим, що Талос дозволив такій кількості скруллів проникнути таємно на Землю, неохоче просить Талоса допомогти йому зупинити Ґравіка. Вони зв'язуються з Фолсвортом і дізнаються ім'я відповідального офіцера штабу військово-морського командування, коммодора Роберта Фербенкса. Ф'юрі і Талос вриваються в будинок Фербенкса і допитують його, дізнавшись, що він скрулл. Прибулець провокує Талоса вбити його. Талос зв'язується з Ґією, яка отримує код авторизації Фербенкса, щоб вони могли вчасно завадити запуску ракети. Ґія намагається втекти, але Ґравік, який запідозрив її у зраді, стріляє в неї і залишає помирати. Тим часом Прісцилла таємно зв'язується з невідомою особою, бажаючи поговорити з Ґравіком, але їй відмовляють. |                              |            |                               |                         |
| 4 | «Улюблені / Beloved»         | Алі Селім  | Браян Такер                   | 12 липня 2023           |
| Щоб утекти від скруллів-повстанців, Ґія користується машиною Ґравіка, щоб надає їй Екстреміс-здібностей (див. "Залізна людина 3"). Це дозволяє їй оговтатися після пострілу Ґравіка та дістатися до Талоса. Той пояснює їй, що планує попросити президента Сполучених Штатів Рітсона допомогти скруллам після того, як вони успішно зупинять повстанців. Ґія сподівалася на кращий план, щоб знайти новий дім скруллам. Варра зустрічається з Роудсом — переодягненим скруллом на ім’я Раава — і отримує від останнього вказівки вбити Ф’юрі. Таємно прослухавши їхню розмову, Ф’юрі стикається з Варрою. Вони примирюються після того, як Варра розповідає, що дала клятву ніколи не шкодити своєму коханому. Ф'юрі відвідує Рааву і дає їй випити напій з відстужувачем. Потім Ф’юрі й Талос слідують за Раавою, коли вона забирає Рітсона для переговорів з Росією. Ґравік і повстанці нападають на конвой Рітсона під виглядом російських терористів. Ф'юрі і Талос витягують непритомного Рітсона, але Ґравік убиває Талоса в процесі. |                              |            |                               |                         |
| 5 | «Збіжжя / Harvest»           | Алі Селім  | Майкл Бгім і Браян Такер      | 19 липня 2023           |
| Після атаки Ґравіка скрулли-повстанці починають довіру йому. Новобранець на ім'я Бето очолює невелику групу, яка піднімає заколот, але Ґравік вбиває їх усіх. Тим часом Ф'юрі доставляє Рітсона до лікарні та стикається з Раавою, але вона розповідає, що оприлюднила кадри смерті Гілл, помістивши Ф'юрі в глобальний список спостереження. Пізніше Ф'юрі зустрічається з Ґією, яка виявляє, що Ґравік шукає «Збіжжя». Викривши свого начальника Дерріка Ветербі як скрулла, Фолсворт знаходить доктора Розу Далтон, що теж є скруллом, і розпитує її про машину Ґравіка. Раава показує Рітсону фотографії російської бази Ґравіка, що є підставою звинуватити Росію в симпатіях до скруллів і завдати превентивного удару. Ґравік телефонує Ф'юрі, пропонуючи скасувати свої терористичні плани в обмін на «Жнива». Ґія та Варра влаштовують похорон Талоса та відбивають напад посіпак Ґравіка. У Фінляндії Ф'юрі веде Фолсворта до могили з його іменем, яка містить «Збіжжя» — колекцію ДНК супергероїв, які билися проти Таноса. Ф'юрі бере «Збіжжя» та готується протистояти Ґравіку. |                              |            |                               |                         |
| 6 | «Дім / Home»                 | Алі Селім  | Кайл Бредстріт і Браян Такер  | 26 липня 2023           |
| Ф'юрі зустрічається з Ґравіком на його базі та передає «Збіжжя». Ґравік відмовляється не підкорювати Землю та наділяє себе суперсилами, щоб убити Ф'юрі. Проте Ф'юрі виявляється замаскованою Ґією, що теж володіє тепер суперсилами. Ґія зрештою вбиває Ґравіка. Тим часом Раава успішно переконує Рітсона дозволити ядерний удар по базі, але Фолсворт обманом змушує його евакуювати Рітсона. Раава намагається помститися, але його вбиває Ф'юрі. Рітсон скасовує удар, дозволяючи Ґії звільнити в'язнів-людей Ґравіка, серед яких Росс і Роудс. Згодом Рітсон видає новий законопроект, який оголошує всі неземні види ворожими силами та погрожує вислідкувати скруллів, які лишилися на Землі. Це спричиняє паніку, натовп убиває різних високопосадовців, побоюючись, що це замасковані скрулли. Фолсворт зустрічається з Ґією та пропонує партнерство, щоб захистити скруллів від законопроекту Рітсона. Попередивши Рітсона про заворушення, які він спричинив, Ф'юрі просить Варру прийти до космічну станцію S.A.B.E.R. із ним, щоб допомогти в переговорах на мирному саміті з расою крі. Вона погоджується, і обоє покидають Землю. |                              |            |                               |                         |

## Виробництво

### Розробка
У вересні 2020 року було підтверджено, що Кайл Бредстріт створить серіал, присвячений Ніку Ф'юрі, для потокового сервіса Disney+ Генеральний директор Entertainment Аві Арад мав розробити фільм після укладення угоди з Marvel Studios та укладення угоди про дистрибуцію з Paramount Pictures. Ендрю В. Марлоу був найнятий для сценарію Ніка Ф'юрі у квітні 2006 р. У квітні 2019 року, після того, як Семюель Л. Джексон знявся з Ніком Ф'юрі у цілих десяти фільмах Кіновсесвіту Marvel та як запрошений персонаж у першому сезоні Агентів Щ. И. Т. телеканалу ABC, Голлівуд-репортер Річард Ньюбі вважав, що Ф'юрі настав час отримати його власний проєкт, особливість, яка ще не була вивчена належним чином". Джексон повернувся до своєї ролі, а Бредстріт став сценаристом серіалу та відповідним продюсером.
У грудні 2020 року на віртуальному заході Дня інвестора Діснея Кевін Файгі, директор Marvel Studios, офіційно представив серію під назвою «Таємне вторгнення» та розкрив повернення Бена Мендельсона з фільмів КВМ до ролі Талоса. Серія заснована на коміксі 2008—2009 років «Таємне вторгнення», описаному Фейгі як «серія кросоверів та подій», яка пов'язує майбутні фільми КВМ. Було вирішено впровадити Таємне вторгнення замість фільму як серіал, оскільки це дозволить Marvel Studios «робити те, чого ми раніше не робили». Серіал складатиметься з шести серій по 40-50 хвилин.

### Сценарій
Файгі заявив, що історія в серіалі не буде такою великою за чисельністю та наслідками, як мультфільм «Таємне вторгнення», що включає навіть більше персонажів, ніж фільм «Месники: Завершення» (2019). Натомість «Таємне вторгнення» підтримувало б елементи політичної параної, знайомі з коміксів з точки зору персонажів Джексона та Мендельсона.

### Кастинг
Очікувалося, що Джексон повернеться до своєї ролі, адже робота над розробкою серіалу розпочалась у вересні 2020 року. Коли серіал був офіційно представлений в грудні 2020 року, Файгі підтвердив повернення Джексона до своєї ролі і заявив, що Мендельсон матиме головну роль у серіалі. На початку лютого 2021 році в мережі почали з'являтися повідомлення про участь Хлої Беннет, яка зіграла Дейзі Джонсон / Трясунку в Агентах Щ. И. Т.а й Брі Ларсон та Тейони Перріс у ролях Керол Денверс / Капітан Марвел і Моніки Рамбо.

### Зйомки
Зйомки почалися в Лос-Анджелесі 5 квітня 2021 року.

## Випуск
Таємне вторгнення складається з шести серій, які вийшли на Disney+.

## Сприйняття
Агрегатором Rotten Tomatoes для серіалу обраховано середню оцінку критиків у 55 % схвалення; середнє схвалення в пересічної авдиторії — 54 %. Середня оцінка на Metacritic складає 63 зі 100.
Згідно з Браяном Лоурі з CNN, «Таємне вторгнення» прокладає шлях для нових персонажів кіновсесвіту Marvel, проте не є обов'язковим до перегляду. Також у ньому доволі багато розмов, але це можна сприймати як належне для серіалу, що має довшу тривалість, аніж фільми.
Бен Трейверс у IndieWire описав, що «„Таємне вторгнення“ навіть не намагається охопити естетичні чи кінетичні принади шпигунського жанру», в ньому немає впізнаваних супергероїв, а «прямі паралелі з міжнародними біженцями, політикою зовнішніх відносин і військовими перешкодами» не використані з очікуваною гостротою.
Сайтом Screen Rant поміж сюжетних дір серіалу перераховано такі, як: незрозуміло чому вторгнення скруллів не можна припинити, просто залучивши команду «Месників», як це було в коміксах. Також сам план Ґравіка надто складний; замість підбурювати країни до ядерної війни, щоб зробити планету придатною для скруллів, прибульці могли просто перетворитися на людей, які були б уповноважені натиснути «червону кнопку». Здається також сумнівним, що Капітан Марвел за 30 років не знайшла для скруллів підхожої планети.
Денис Федорук із ITC.ua підсумував: «„Таємне вторгнення“ варто дивитись хіба що запеклим шанувальникам марвелівського кіновсесвіту. Тим глядачам, для яких імена Талос і Танос майже ідентичні, від перегляду краще втриматись, адже виразного жанрового зразка тут не вийшло. Серіальна жувальна гумка від Marvel остаточно втратила свій смак».